# Miscelus
Miscelus is een geslacht van kevers uit de familie van de loopkevers (Carabidae). De wetenschappelijke naam van het geslacht is voor het eerst geldig gepubliceerd in 1834 door Klug.

## Soorten
Het geslacht Miscelus omvat de volgende soorten:
- Miscelus carinatus Andrewes, 1922
- Miscelus javanus Klug, 1834
- Miscelus luctuosus Putzeys, 1875
- Miscelus sibling Darlington, 1968
- Miscelus unicolor Putzeys, 1846